# أسل أليف الرمال
أسل أليف الرمال (الاسم العلمي: Juncus psammophilus) نوع نباتي يتبع جنس الأسل وينتمي إلى الفصيلة الأسلية.